# NGC 4236
NGC 4236，也稱為科德韋爾3，是位於天龍座的一個棒旋星系。

## 星系群資訊
NGC 4236是M81星系團的成員之一，距離地球大約1,170萬光年（3,600萬秒差距）。這個星系團包含著名的螺旋星系M81和星爆星系M82 。

## 外部連結
- WikiSky上关于NGC 4236的内容：DSS2, SDSS, GALEX, IRAS, 氢α, X射线, 天文照片, 天图, 文章和图片